# Jim Scott
James Scott, noto anche come Jim (Falkirk, 21 agosto 1940) è un ex calciatore scozzese, di ruolo attaccante.

## Carriera

### Club
Esordisce con l'Hibernian nella Scottish Division One 1958-1959 chiusa al decimo posto finale.
L'anno dopo ootiene il settimo posto finale, a cui segue un ottavo nella stagione 1960-1961. 
Nella Scottish Division One 1961-1962, ottiene l'ottavo posto finale.
Nella stagione 1962-1963 ottiene il sedicesimo posto finale mentre nella Coppa delle Fiere 1962-1963 giunge ai quarti di finale.
Nella stagione 1963-1964 conquista il decimo posto finale. Il quarto posto è ottenuto l'anno dopo.
Nella stagione 1965-1966 Scott con i suoi ottiene il sesto posto finale, a cui segue un quinto l'anno seguente.
Nell'estate 1967 con gli Hibs disputò l'unica edizione del campionato dell'United Soccer Association, lega che poteva fregiarsi del titolo di campionato di Prima Divisione su riconoscimento della FIFA: quell'edizione della Lega fu disputata utilizzando squadre europee e sudamericane in rappresentanza di quelle della USA, che non avevano avuto tempo di riorganizzarsi dopo la scissione che aveva dato vita al campionato concorrente della National Professional Soccer League; gli scozzesi rappresentarono i Toronto City Soccer Club. Gli Hibs, nelle veci del Toronto City non superarono le qualificazioni per i play-off, chiudendo la stagione al terzo posto della Eastern Division.
Nella stagione 1967-1968 si trasferisce in Inghilterra per giocare con il Newcastle, con cui ottiene il decimo posto finale, a cui seguì un nono in quella seguente.
Nella First Division 1969-1970 passa al neopromosso Crystal Palace con cui ottenne il ventesimo posto finale. La stagione seguente ottiene il diciottesimo posto finale.
Nel 1971 torna in Scozia per giocare nel Falkirk con cui ottiene nella Scottish Division One 1971-1972 il quattordicesimo posto, risultato bissato la stagione seguente.
L'anno dopo passa all'Hamilton Academical, militante nella Scottish Division Two 1973-1974, con cui ottiene il terzo posto finale.

### Nazionale
Ha giocato un incontro con la nazionale scozzese.

## Statistiche

### Cronologia presenze e reti in nazionale
| Cronologia completa delle presenze e delle reti in nazionale ― Scozia | Cronologia completa delle presenze e delle reti in nazionale ― Scozia | Cronologia completa delle presenze e delle reti in nazionale ― Scozia | Cronologia completa delle presenze e delle reti in nazionale ― Scozia | Cronologia completa delle presenze e delle reti in nazionale ― Scozia | Cronologia completa delle presenze e delle reti in nazionale ― Scozia | Cronologia completa delle presenze e delle reti in nazionale ― Scozia | Cronologia completa delle presenze e delle reti in nazionale ― Scozia |
| Data                                                                  | Città                                                                 | In casa                                                               | Risultato                                                             | Ospiti                                                                | Competizione                                                          | Reti                                                                  | Note                                                                  |
| --------------------------------------------------------------------- | --------------------------------------------------------------------- | --------------------------------------------------------------------- | --------------------------------------------------------------------- | --------------------------------------------------------------------- | --------------------------------------------------------------------- | --------------------------------------------------------------------- | --------------------------------------------------------------------- |
| 11-5-1966                                                             | Glasgow                                                               | Scozia                                                                | 0 – 3                                                                 | Paesi Bassi                                                           | Amichevole                                                            | -                                                                     |                                                                       |
| Totale                                                                |                                                                       | Presenze                                                              | 1                                                                     |                                                                       | Reti                                                                  | 0                                                                     |                                                                       |

## Palmarès

### Club

#### Competizioni internazionali
- Coppa delle Fiere: 1

Newcastle: 1968-1969